# Rallus limicola
Il rallo della Virginia o porciglione della Virginia (Rallus limicola Vieillot, 1819) è un uccello della famiglia dei Rallidi originario del Nordamerica.

## Tassonomia
Attualmente vengono riconosciute due sottospecie di porciglione della Virginia:
- R. l. limicola Vieillot, 1819 (Canada meridionale e Stati Uniti);
- R. l. friedmanni Dickerman, 1966 (Messico centro-meridionale e sud-orientale).

In passato gli studiosi classificavano in questo taxon anche il rallo dell'Ecuador (R. aequatorialis), oggi considerato specie a parte.

## Descrizione
Il porciglione della Virginia misura 20–27 cm di lunghezza e pesa 65-95 g. Gli adulti sono di colore prevalentemente marrone, più scuro sul dorso e sulla sommità del capo, e hanno le zampe di colore bruno-arancione. Hanno dita lunghe, coda breve e un lungo e sottile becco rossastro. Le guance sono grigie, con una striscia chiara sopra l'occhio e la gola biancastra.
Emette una vasta gamma di suoni, tra i quali ricordiamo uno stridulo kuk kuk kuk, che si ode generalmente di notte.

## Distribuzione e habitat
Nidifica nelle paludi di gran parte del Nordamerica, dalla Nuova Scozia fino alla California, a ovest, e alla Carolina del Nord, a sud.
Le popolazioni settentrionali migrano verso le regioni meridionali degli Stati Uniti e il Centroamerica. Alcune popolazioni stanziate lungo la costa del Pacifico sono stanziali.
Malgrado la rarefazione dell'habitat, la specie è ancora abbastanza comune, ma a causa della sua natura riservata è più facile udirne il richiamo che avvistarla.

## Biologia
Il porciglione della Virginia va in cerca di cibo immergendo il becco nel fango o nell'acqua bassa, individuando le prede per mezzo della vista. Si nutre soprattutto di insetti e animali acquatici.
La femmina depone 5-13 uova in una piattaforma costruita con canne e altri materiali vegetali in un luogo asciutto della palude. Entrambi i genitori si occupano dell'allevamento dei piccoli, che sono in grado di volare a meno di un mese dalla schiusa.